# Сарручей
Сарручей — ручей в России, протекает по территории Винницкого сельского поселения Подпорожского района Ленинградской области. Длина ручья — 10 км.

## Общие сведения
Ручей берёт начало из Верхнего Игакозера на высоте 223,1 м над уровнем моря и далее течёт преимущественно в юго-восточном направлении.
Ручей в общей сложности имеет двенадцать малых притоков суммарной длиной 23 км.
Впадает в реку Оять, левый приток Свири.
Населённые пункты на ручье отсутствуют.
Код объекта в государственном водном реестре — 01040100812202000012864.